# Multinationale troepenmacht in Irak
De multinationale troepenmacht in Irak (ook wel Stabilization Force Iraq of SFIR of Coalition of the Willing (Coalitie van bereidwilligen) genoemd) is een coalitie van strijdkrachten die in 2003 onder leiding van de Verenigde Staten (VS) een militaire invasie uitvoerde tegen het Iraakse regime onder Saddam Hoessein (de Irakoorlog) en zich daar sindsdien in wisselende samenstellingen heeft gevestigd.
De invasie in Irak werd uitgevoerd door vier landen: de VS (250.000 troepen), het Verenigd Koninkrijk (45.000), Australië (2000) en Polen (194). Na de val van Saddam hebben 35 andere landen alsnog militairen geleverd voor de door de VS geleide troepenmacht, die eerst als bezettingsmacht fungeerde en nu, op grond van een VN-resolutie, de Iraakse regering militair ondersteunt.

De deelnemende landen in 2003.

## Bondgenoten
De belangrijkste bondgenoten van de VS in deze coalitie waren of zijn:
- Verenigd Koninkrijk - thans ongeveer 4500 militairen
- Zuid-Korea - maximaal ongeveer 3700 militairen
- Italië - maximaal 3200
- Polen - ongeveer 2400
- Oekraïne - ongeveer 1500
- Nederland - ongeveer 1300
- Spanje - ongeveer 1300
- Roemenië - ongeveer 700
- Australië - ongeveer 400
- Japan - ongeveer 550
- Denemarken - ongeveer 550
- Bulgarije - ongeveer 485
- El Salvador - ongeveer 380
- Mongolië - ongeveer 180
- Azerbeidzjan - ongeveer 250
- Letland - ongeveer 120
- Portugal - ongeveer 120
- Litouwen - ongeveer 100
- Slowakije - ongeveer 100
- Tsjechië - ongeveer 80
- Albanië - ongeveer 70
- Estland - ongeveer 50

Opvallend is dat naast traditionele bondgenoten van de VS, zeer veel landen meededen die vroeger deel uitmaakten van de Sovjet-Unie of tijdens de Koude Oorlog bondgenoot waren van de Sovjet-Unie.
De belangrijkste tegenstanders waren Frankrijk, Duitsland, Rusland en China die dan ook niet meededen. Ook de meeste Arabische landen waren tegen de invasie, met uitzondering van o.a. Koeweit en Qatar.

## Proloog
In de vroege ochtend van 20 maart 2003 werd de Iraakse hoofdstad aangevallen door vliegtuigen en kruisraketten. Diezelfde avond begon de grondcampagne. De coalitie rukte snel op en veroverde op 9 april Bagdad. Vijf dagen later viel het laatste bolwerk van Saddam Hoessein: zijn geboorteplaats Tikrit. Op 1 mei 2003 werd door de Amerikaanse president Bush de oorlog gewonnen verklaard.

## Coalition of the Willing
In 2001 kwam in de Verenigde Staten de term Coalition of the Willing (Coalitie van welwilligen) in zwang voor een multinationale troepenmacht die Irak zou 'ontwapenen'. In november 2002 gebruikte de Amerikaanse president George W. Bush tijdens een toespraak tot de NAVO deze term en ook tijdens en na de invasie van 2003 is de term door de regering-Bush en haar aanhangers veelvuldig gebruikt. Tot de coalitie worden door de regering ook verscheidene landen gerekend die verbale (morele) steun gaven of geven aan het Amerikaanse beleid in Irak, maar geen militaire steun in de vorm van troepen; daaronder ook kleine eilandstaten als Palau.

## Instelling SFIR
Op 22 mei 2003 nam de VN-Veiligheidsraad resolutie 1483 aan, die voorzag in de instelling van een "stabilisatiemacht" in Irak ("SFIR"). Deze legermacht functioneert onder bestuurlijke verantwoordelijkheid van de door de twee bezettende mogendheden (de Verenigde Staten en het Verenigd Koninkrijk) gevormde Coalition Provisional Authority (CPA). Het mandaat van resolutie 1483 werd later versterkt door resolutie 1511. De SFIR moest de Irakezen bijstaan bij de wederopbouw van hun land, de hervorming van overheidsinstanties en het creëren van stabiliteit en veiligheid.
Resolutie 1546 (van 8 juni 2004) bepaalde dat het mandaat zou aflopen wanneer het politieke proces in Irak zou zijn voltooid of eerder, indien daarom zou worden verzocht door de Iraakse regering.

## Teruggetrokken landen

### 2011
- Verenigd Koninkrijk

### 2009
- Australië
- Roemenië
- El Salvador
- Estland

### 2008
- Bulgarije
- Albanië
- Tsjechië
- Letland
- Azerbeidzjan
- Zuid-Korea
- Mongolië
- Polen

### 2007
- Slowakije
- Litouwen

### 2006
- Canada
- Japan
- Italië
- Noorwegen

### 2005
- Portugal
- Oekraïne
- Nederland
- Bulgarije
- Singapore

### 2004
- Nicaragua
- Spanje
- Honduras
- Dominicaanse Republiek
- Filipijnen
- Thailand
- Hongarije
- Nieuw-Zeeland
- Tonga
- IJsland

## Operatiegebieden
Als operatieterrein van SFIR is Irak onderverdeeld in drie sectoren:
- de Polen sturen de eenheden in het noorden aan,
- de Amerikanen sturen de eenheden in het midden aan
- Britten sturen de eenheden in het zuiden aan.

### Britse sector
Aan de multinationale divisie in de Britse sector namen naast het Verenigd Koninkrijk, Nederlandse, Deense, Italiaanse, Japanse, Litouwse, Nieuw-Zeelandse, Noorse, Portugese, Roemeense en Tsjechische eenheden deel.
De Britse sector omvatte de provincies:
- Basra (in deze provincie was een Britse brigade aanwezig)
- Maysan (ook hier was een Britse brigade aanwezig),
- Dhi Qar (deze provincie werd geleid door Italianen, die met een brigade aanwezig waren)
- Al-Muthanna, waar Nederlandse militairen werden ingezet

## Nederlandse deelname
De taken van de Nederlandse eenheden voor de soevereiniteitsoverdracht waren:
- Force protection
- Herstel en handhaving van veiligheid, stabiliteit en van de openbare orde.
- Het mogelijk maken van activiteiten van humanitaire organisaties.
- Het mogelijk maken van de leveranties van essentiële openbare nutsvoorzieningen en de infrastructuur die noodzakelijk zijn voor politiek en economisch herstel.
- Het mogelijk maken van betalingen aan lokale werknemers in de nutsvoorzieningen met fondsen van de Coalition Provisional Authority (CPA).
- Het beveiligen van politiebureaus, en financiële en culturele instellingen.

Indien noodzakelijk zou ook ondersteuning worden geboden aan de ontmanteling van locaties die verband houden met massavernietigingswapens, de verwijdering van restanten van het regime van Saddam Hoessein en de beveiliging en de opslag van militaire uitrusting.
Na de soevereiniteitsovergang van 28 juni 2004 beperkten de taken zich tot activiteiten zoals:
- Het optreden tegen groeperingen die op gewelddadige wijze proberen het politieke proces te beïnvloeden.
- Het opbouwen van de Iraakse veiligheidsorganisaties.
- Op verzoek van de Iraakse regering ondersteuning van humanitaire hulpverlening, van civiele diensten en wederopbouw voor zover dit in overeenstemming is met de Veiligheidsraadresoluties.

De opstelling van de lokale leiders was over het algemeen coöperatief.

### Chronologisch overzicht
De eerste 25 militairen van de Nederlandse krijgsmacht vertrokken op 2 juli naar Irak. Zij vormden de voorhoede van een contingent van circa 1100 man. Dit contingent bestond uit
- een mariniersbataljon van ± 650 man, ondersteund door
- een genie-eenheid van de Landmacht van ± 230 man
- een helikopterdetachement van de Luchtmacht met 3 Chinooks en ± 150 man
- een detachement van de Koninklijke Marechausse van 25 man

In principe nam Nederland voor zes maanden deel in SFIR, met de mogelijkheid tot verlenging met eenzelfde periode. De militairen moesten de vrede bewaren in het noordelijk deel van de provincie Al-Muthanna, een woestijngebied groter dan Nederland, dat in het zuiden van Irak ligt en binnen de Britse sector valt.
De Nederlandse militairen werden gelegerd op de volgende plaatsen, allen gelegen aan de Route Jackson, een van de hoofdwegen van Bagdad naar Basra en Koeweit.
- Ar Rumaytah (Alfa cie)
- As Samawah (Bravo cie en NSE)
- Al Khidr (Charlie cie)
- Tallil Airbase (helidet)
- Shaibah Logbase (POD pel en Contingentscommando)

Op 10 juli 2003 vertrokken de volgende 300 militairen.
Op 11 december 2003 werd tot verlenging van de deelname aan SFIR besloten. Alle politieke partijen in de Tweede Kamer, met uitzondering van de fracties van GroenLinks en de Socialistische Partij stemden hiermee in. Volgens de SP was de deelname in strijd met artikel 90 van de Nederlandse grondwet, dat luidt: "De regering bevordert de ontwikkeling van de internationale rechtsorde".
Op 7 maart 2005 heeft SFIR-5 de verantwoording voor Al Muthanna overgedragen aan de Britten.
Op 13 maart 2005 keerde een eerste groep militairen die niet vervangen werden terug naar Nederland, in het kader van een gefaseerde terugtrekking der troepen.

### Samenstelling Nederlandse bijdrage
De Nederlandse bijdrage aan SFIR bestond uit militairen van het Korps Mariniers, de Koninklijke Landmacht, de Koninklijke Luchtmacht en de Marechaussee.
De aanwezigheid van Nederlandse troepen duurde tot april 2005.
Overzicht van de diverse 'rotaties':
| Rotatie | Begin- en eindsterkte | Kernonderdeel                | Opmerking                                                                                                   |
| ------- | --------------------- | ---------------------------- | --- |
| SFIR-1  | 1150-1070             | bataljon Mariniers           | 100 man genietroepen na opbouw van de kampen teruggekeerd; 150 man KLu Chinook helidet achtergebleven       |
| SFIR-2  | 1085-1170             | bataljon Mariniers           | KLu Cougar helidet;                                                                                         |
| SFIR-3  | 1290-1325             | bataljon gemechaniseerde inf | KLu Chinook en Apache (gedeeltelijk) helidet;                                                               |
| SFIR-4  | 1305-1370             | bataljon luchtmobiele inf    | KLu Cougar en Apache helidet;                                                                               |
| SFIR-5  | 1440-1690             | bataljon luchtmobiele inf    | KLu Cougar en Apache helidet incl 350 extra militairen voor afbreken en afvoeren van materieel en personeel |

Het Nederlandse contingent heeft 3300 veiligheidsfunctionarissen in de provincie Al Muthanna getraind.
Twee Nederlandse militairen zijn tijdens de missie gesneuveld, Dave Steensma en Jeroen Severs.
Een verzoek van de Iraakse regering om dit verblijf te verlengen werd niet gehonoreerd.
De uiteindelijke kosten van de Nederlandse bijdrage worden geschat op € 146,3 miljoen.

## Ondersteuning door particuliere bedrijven
Niet alleen zijn militairen in Irak gelegerd, ook zijn veel gespecialiseerde particuliere beveiligingsbedrijven actief in Irak. Een artikel in de New York Times schat dat aantal op een stuk of 25 met in totaal zo'n 15.000 personen werkzaam. De meeste komen uit de Verenigde Staten maar ook Britse en Zuid-Afrikaanse bedrijven zijn actief.
De vier Amerikanen die op 31 maart 2004 door Irakezen vermoord en verminkt werden, werkten voor een van de grootste bedrijven in deze sector, Blackwater USA.